# Рожинськ-Великий (Ґолдапський повіт)
Рожинськ-Великий (пол. Rożyńsk Wielki, нім. Großfreiendorf, until 1938: Groß Rosinsko) — село в Польщі, у гміні Ґолдап Ґолдапського повіту Вармінсько-Мазурського воєводства.
Населення — 245 осіб (2011).
У 1975-1998 роках село належало до Сувальського воєводства.

## Демографія
Демографічна структура станом на 31 березня 2011 року:
|          | Загалом | Допрацездатний вік | Працездатний вік | Постпрацездатний вік |
| -------- | ------- | ------------------ | ---------------- | -------------------- |
| Чоловіки | 121     | 30                 | 88               | 3                    |
| Жінки    | 124     | 29                 | 81               | 14                   |
| Разом    | 245     | 59                 | 169              | 17                   |